# .paris
‎.paris‏ دامنه اینترنتی غیررسمی شهر پاریس فرانسه است که از سال ۲۰۰۸ راه اندازی شده است.